# Klasični vrtovi Suzhoua
Klasični vrtovi Suzhoua je skupina od devet vrtova u gradu Suzhou, kineska pokrajina Jiangsu, koji su upisani na UNESCO-ov popis mjesta svjetske baštine u Aziji i Oceaniji jer uključuju „glavne odlike klasičnih kineskih vrtova s izgrađenim krajolikom koji imitira prirodnu scenografiju kamenja, brda i rijeka sa strateški smještenim paviljonima i pagodama”, te tako „svojim besprijekornim dizajnom odražavaju duboku metafizičku važnost prirodnih ljepota u kineskoj kulturi”.
Oni su nastajali od 11. stoljeća, a od 16. do 18. stoljeća vrtna arhitektura je zbilja procvala u Suzhou i tada je nastalo oko 200 privatnih vrtova.

## Popis vrtova
| Slika                               | Ime                                                                | Veličina  | Upisan | Koordinate                                                | Odlike |
| ----------------------------------- | ------------------------------------------------------------------ | --------- | ------ | --------------------------------------------------------- | --- |
| Skromni upraviteljev vrt            | Skromni upraviteljev vrt (kineski: 拙政園; pinyin: Zhuōzhèng Yuán) | 51.950 m² | 1997.  | 31°19′33.44″S 120°37′28.74″E / 31.3259556°S 120.6246500°E | Skromni upraviteljev vrt se smatra za najljepši vrt u južnoj Kini, a nastao je kao privatni vrt učenjaka Lu Guimenga, za dinastije Tang. Kasnije je postao vrtom samostana Dahong, a 1510. godine se Wang Xiancheng, upravitelj i pjesnik dinastije Ming, povukao u ovaj vrt koji je nastavio uređivati. Vrt je, u suradni s umjetnikom i njegovim prijateljem, Wen Zhengmingom, trebao zrcaliti upraviteljev lijepi ukus i biti njegovim mjestom mirovine, gdje je upravitelj, u duhu monaškog života, sve izgradio sam. Vrt, sa svojim brojnim ukrasnim drvećem i paviljonima, je završen 16 godina kasnije, i njegov središnji dio je imitacija krajolika donjeg toka rijeke Yangtze. Iz jezera se uzdižu tri šumovita istočna i zapadna brda, svaki okrunjen paviljonom. Raznolikost biljnih vrsta je značajna. Wang je izgubio vrt kako bi platio kockarske dugove, a nakon što je nekoliko puta mijenjao vlasnika, pri čemu je svaki od njih dodavao nešto, vrt je 1952. godine ujedinjen i obnovljen. U njemu je svoju mladost proveo i jedan od najvećih klasičnih kineskih spisatelja za dinastije Qing, Cao Xueqin. |
| Viseći vrt                          | Dugotrajni vrt (留園, Liú Yuán)                                    | 23.310 m² | 1997.  | 31°19′03.10″N 120°35′17.20″E / 31.3175278°N 120.5881111°E | Dugotrajni vrt je nastao krajem 16. stoljeća kao privatni vrt carskog dužnosnika Xu Taishija (徐泰时), koji je kamenoklesaru Zhou Shichengu (周时臣) povjerio dizajn „Istočnog vrta” (东园), kako se izvorno zvao. Zhou je u središnjem dijelu vrta napravio umjetno brdo tako da izgleda poput planine Tiantai (Putao) okružene slikovitim jezerom, građevinama i uskim krivudavim perivojem, koji daje neočekivane poglede velike ljepote. U vrtu se nalazi mnogo tzv. „učenjačkog kamenja” (供石, gōngshí), samostalnog kamenja izrazito nepravilnih oblika, koji poput prirodnih skulptura uljepšavaju prostor. |
| Vrt majstora mreže                  | Vrt majstora mreže (網師園, Wǎngshī Yuán)                          | 5.400 m²  | 1997.  | 31°18′01.20″N 120°37′47.60″E / 31.3003333°N 120.6298889°E | Vrt majstora mreže je jedan od najljepših klasičnih kineskih vrtova u kojemu spoj umjetnosti, prirode i arhitekture čini jedinstveno metafizičko remek-djelo. Izvorni vrt je nastao prije oko 800 godina (oko 1140., za dinastije Song), kao privatni vrt zamjenika ministra, Shi Zhengzhija, koji je bio oduševljen filozofskim opisima jednostavnog i samačkog života kineskih ribara; od čega potječe i njegovo ime. Od tada je veoma neznatno mijenjan, a značajno ga je obnovio 1785. godine Song Zongyuan, umirovljeni službenik dinastije Qing, koji je dodao mnoge građevine, zadržavši njegov duh. U vrt se ulazi kroz jedinstven južni ulaz uokviren kamenim blokovima na kojima je istaknuto zvanje vlasnika. U središtu je bazen uokviren natkrivenim ophodom. Zbog majstorskih proporcija koji ga čine većim, kontrasta, nizova, dubine i imitacija prirodnih krajolika, služio je kao inspiracija mnogim drugim vrtovima. |
| Planinska vila obuhvaćajuće ljepote | Planinska vila obuhvaćajuće ljepote (环秀山庄, Huánxiù Shānzhuāng) | 2.180 m²  | 1997.  | 31°18′47.40″N 120°36′32.04″E / 31.3131667°N 120.6089000°E | Ovo je najstariji klasični vrt Suzhoua koji datira još u dinastiju Jin (265. – 420.), a koji je obnovljen u 16. stoljeću, za dinastije Ming. Iako je jedan od najmanjih, kojemu središnji dio ima manje od 500 m², u njemu se nalazi pet vrhova visoki do 7 m (imitacija pet svetih planina Kine), perivoji, špilje, kamene kuće, umjetni klanci, ponori, grebeni i litice. |
| Paviljon velikog vala               | Paviljon velikog vala (沧浪亭, Cāng Làng Tíng)                     | 1.6 ha    | 2000.  | 31°17′47.57″N 120°37′17.46″E / 31.2965472°N 120.6215167°E | Canglang paviljon je sagrađen po nalogu pjesnika Su Sunqina (sjeverna dinastija Song) u ranom 11. stoljeću, na mjestu još ranijeg, uništenog vrta. Tijekom dinastija Yuan i Ming (1279. – 1644.) postao je mistični hram za kontemplaciju. Tijekom sljedećih stoljeća je više puta obnovljen; tradicija koju je nastavila i Narodna Republika Kina. Do njega se dolazi preko cik-cak kamenog mosta, gdje se planine, pokrivene sa starim stablima i bambusima, odjednom ukazuju. Četvrtasti paviljon stoji na vrhu jedne od planina koja je ispisana odgovarajućim tekstom. |
| Vrt lavlje šume                     | Vrt lavlje šume (狮子林园, Shī Zǐ Lín Yuán)                        | 1.1 ha    | 2000.  | 31°19′23.60″N 120°37′30.20″E / 31.3232222°N 120.6250556°E | Vrt lavlje šume su načinili Zen budistički učenici slavnog opata Tiannija 1342. god., za vrijeme dinastije Yuan, kao budistički tradicionalni samostan. Vrt, koji je privukao pozornost znanstvenika i umjetnika, bio je odvojen od hrama u 17. stoljeću. U njemu ima niz umjetnih planina s raznim zgradama, razbacanih oko jezera, zajedno s umjetnim vodopadom na strmim liticama. Planine iz 14. stoljeća su još uvijek jasno vidljive. Šuma stjenovitih planina je ispresijecana vijugavim putovima i stazama, a tu su i brojne špilje i groteskne stijene. Od 22 objekata u vrtu najimpresivnija je Dvorana mira i sreće, remek-djelo dvorane stila mandarinske patke. |
| Vrt uzgoja                          | Vrt uzgoja (艺圃, Yì Pǔ)                                           | 3.967 m²  | 2000.  | 30°59′S 152°00′E / 30.983°S 152.000°E                     | Vrt uzgoja je podignut za vrijeme dinastije Ming, u 16. stoljeću. Četvrtinu ukupne površine zauzima središnji ribnjak, koji je uklopljen u planinski krajolik na jugu sa skupinom zgrada na sjeveru. Dvije strane su povezane s istoka i zapada je natkrivena otvorena galerija. On je tipični klasični vrt dinastije Ming, kako u planu, tako i u dizajnu svojih trinaest zgrada. |
| Vrtno sklonište parova              | Vrtno sklonište parova (耦园, Ŏu Yuán)                             | 0.33 ha   | 2000.  | 31°19′05.90″N 120°38′04.30″E / 31.3183056°N 120.6345278°E | Vrtno sklonište parova datira do dinastije Qing, u ranom 18. stoljeću. Struktura se sastoji od četiri zgrade u nizu. Istočnim vrtom dominira dramatično realno brdo žutog kamenja koje se diže iz bazena uokvirenog s nekoliko atraktivnih zgrada u Ming stilu. Stil Zapadnog vrta je skromniji, gdje su vapnenačka brda ispresijecana povezujućim špiljama i tunelima. |
| Vrt osame i razmišljanja            | Vrt osame i razmišljanja (退思园, Tuìsī Yuán)                      | 65 ha     | 2000.  | 31°09′36″N 120°42′58″E / 31.1599123°N 120.7161739°E       | Vrt osame i razmišljanja je djelo poznatog slikara Yuana Longa, koji je izgrađen od 1885. – 1887. god. Skupina objekata, povezanih s glavnim vrtom na istoku, povezan je kućom za goste u obliku broda. Još jednom, središnja značajka u vrtu je bazen, okružen nizom elegantnih zgrada, najmarkantnija od kojih je dvokatni Nebeski most. Paviljon prikupljanja ljepota, s pogledom na cijeli vrt, nalazi se na sjeverozapadnom kutu. |

## Vanjske poveznice
- Klasični vrtovi Suzhoua  Arhivirana inačica izvorne stranice od 22. listopada 2012. (Wayback Machine) (engl.) Preuzeto 25. kolovoza 2011.